# Qazi Mohammed

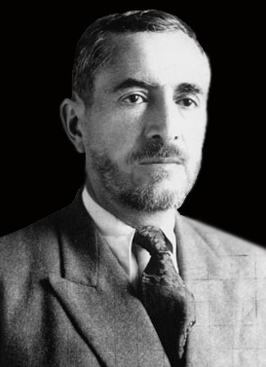
Qazi Mohammed

Qazi Mohammed (kurdisch قازی محه‌ممه‌د Qazî Mihemed, [ qɑːˈziː mɪhəˈmːəd]; persisch قاضی محمد [ ɢɔːˈziː moɦæˈmːæd]; * 1. Mai 1900 in Mahabad; † 31. März 1947 ebenda) war ein kurdischer Politiker, Parteigründer, Richter und Präsident der Republik Kurdistan (auch Republik Mahabad genannt).
Er entstammte einer aristokratischen kurdischen Familie von angesehenen Geistlichen, die traditionell das Amt des religiösen Richters ausübten. Da Qazi Mohammed der älteste Sohn war, wurde er wie seine Vorfahren zum religiösen Richter ausgebildet. Als sich im Jahre 1942 während der Besatzung des Iran durch die sowjetische Armee in Mahabad die kurdische Organisation Komeley Jianewey Kurd (auf Deutsch: „Konzil für die kurdische Wiedergeburt“) etablierte, die die Souveränität des kurdischen Volkes anstrebte, wurde Qazi Mohammed ein bedeutendes Mitglied. Später wurde die Organisation auf sein Betreiben hin in Demokratische Partei Kurdistan (heute: Demokratische Partei Kurdistan-Iran) umbenannt, die die Regierungspartei der am 22. Januar 1946 ausgerufenen Republik Kurdistan stellte. Qazi Mohammed, der einen großen Einfluss hatte, trat offiziell den Posten des Präsidenten der kurdischen Republik an. Verteidigungsminister der Republik war sein Cousin Mohammed Hossein Saif Qazi.
Heute zählt Qazi Mohammed, der auf das Recht der Kurden auf Selbstbestimmung und einen eigenen Staat bestand und dieses Recht bis zu seinem Tod verteidigte, zu den bedeutendsten Symbolfiguren der kurdischen Nationalbewegung.

## Leben
Qazi Mohammed (Mohammed Qazi) ging aus der Heirat zwischen Qazi Ali (Sohn von Qazi Qasim) und Gawhertadjh aus dem kurdischen Stamm der Feyzullah Begi hervor. Er hatte einen Bruder namens Abdulqasim Sadri Qazi und drei Schwestern namens Khadjidja, Amina und Fatma Qazi. Die Qazis waren nicht nur die obersten religiösen Würdenträger, sondern sprachen auch nach den Gesetzen der Religion Recht aus und kümmerten sich um alle zivilrechtlichen und strafrechtlichen Belange. Sie hatten in Mahabad und in der Region Mukriyan einen großen religiösen und politischen Einfluss und wurden von der Bevölkerung als oberste Instanz anerkannt. Vor Qazi Mohammed war bereits sein Großvater Sheikh Elmeshayikhv an der kurdischen Freiheitsbewegung beteiligt. Er organisierte in einem Dorf namens „Erbat“ in Divandarreh unter der Teilnahme kurdischer Stammesführer eine Versammlung unter dem Namen „Einheitsfront“ mit dem Ziel der Unabhängigkeit Kurdistans. Qazi Mohammeds Onkel Fetah Qazi kämpfte während des Ersten Weltkrieges im Jahre 1916 gegen die Russen, die in Mahabad eingedrungen waren und fiel bei der Verteidigung seiner Heimatstadt.
Der Tradition folgend wurde Qazi Mohammed zum islamischen Rechtsgelehrten (Qazi/Qadi) ausgebildet. Er besuchte eine religiöse Schule (Kutabkhaneh), in der ein Mollah unterrichtete und eignete sich seine Allgemeinbildung durch eigenständiges Studieren von Büchern an. Qazi Mohammed befasste sich sehr intensiv mit Literatur und besaß eine umfangreiche Bibliothek mit alten Büchern und jahrhundertealten Inkunabeln. Er zeigte ein großes Interesse für Sprachen und beherrschte neben Kurdisch und Persisch auch Arabisch, Türkisch, Englisch, Französisch und in gewisser Weise Russisch. Zudem eignete er sich die Kunstsprache Esperanto an.  Bevor Qazi Mohammed seinen Vater als islamischen Rechtsgelehrten ablöste, war er bereits als Leiter im Institut des Islamischen Rechts Waqf, auch bekannt als „fromme Stiftung“, und in anderen Einrichtungen der Stadt tätig.
Sein starkes Interesse am kulturellen Leben kam in Aufgaben und Ämtern zum Ausdruck, die Qazi Mohammed übernahm: Als junger Mann begründete er in Mahabad das moderne Schulwesen und übernahm ehrenamtlich die Leitung des Kulturamtes. Zudem wurde mit Verweis Qazi Mohammeds auf Gleichberechtigung zwischen Mann und Frau die erste Mädchenschule gegründet. Sein besonderer Platz unter den Menschen war nicht zuletzt auf sein soziales und kulturelles Engagement zurückzuführen. Er war ein exzellenter, charismatischer Redner, der sich kraftvoll und mit Bedacht ausdrückte und seine Zuhörer überzeugte. Trotz seines gesellschaftlichen Status, zeichnete er sich durch eine sehr bescheidene und bodenständige Art aus, mit der er seinen Mitmenschen entgegentrat. Nachdem Qazi Mohammed seine Ausbildung zum religiösen Richter beendet hatte, erhielt er den Titel „Qazi“. Im Jahre 1930 heiratete Qazi Mohammed Mina Hasankhali, die Tochter einer angesehenen Gründerfamilie Mahabads. Aus ihrer Bindung gingen sieben Töchter namens Ismet, Ifet, Munir, Fausiya, Gelawesh (Rufname Perwin), Ko (Rufname Soheyl) und Meryem sowie ein Sohn namens Ali hervor.

## Republik Kurdistan
Am 25. August 1941 marschierten sowjetische und britische Okkupationsarmeen in den Iran ein. Infolgedessen entstand im Kurdistan ein Machtvakuum und zur gleichen Zeit günstige Voraussetzungen für die Verwirklichung nationaler Bestrebungen der Kurden. Und so kam es auch: Unmittelbar nach dem Abzug der iranischen Armee im Jahre 1941 hatte sich unter sowjetischer Besatzung eine kurdische Selbstverwaltung etabliert. Qazi Mohammed nahm seitdem eine führende Rolle in der Stadt ein und die Bewohner Mahabads folgten ihm. Um die Stadt vor den Angriffen feindlicher Stämme zu schützen, gründete Qazi Mohammed eine Art Wächter-Armee, welche für den Schutz der Stadt sorgte.

Flagge der Republik Kurdistan

Im Herbst des Jahres 1942 gründete eine kleine Gruppe von Kurden in Mahabad die Organisation Komeley Jianewey Kurd (auf Deutsch: „Konzil für die kurdische Wiedergeburt“). Im Oktober 1944 wurde Qazi Mohammed zum führenden Mitglied und zur Stimme der Organisation. Da die Bewegung geheim organisiert war, bekam Qazi Mohammed den Decknamen „Binayi“ (auf Deutsch: Augenlicht). Das Machtvakuum in Kurdistan wurde somit durch einen energischen und respektierten Menschen gefüllt, der in der Lage war, die Stadt zu verwalten und vor Verwüstung durch Stämme zu schützen. Anfang Oktober 1944 reiste Qazi Mohammed nach Teheran und traf dort Hasan Arfa’i, um sich über die politische Lage in Kurdistan auszutauschen und um über die Forderungen der Kurden zu verhandeln.
Auf Qazi Mohammeds Betreiben hin wurde Komeley Jianewey Kurd am 16. August 1945 umbenannt zu „Demokratische Partei Kurdistan“.
Gegen Ende September 1945 begab sich Qazi Mohammed mit einer kurdischen Delegation auf Einladung von General Atakchiov, oberster russischer Offizier in Aserbaidschan, in die Sowjetunion, wo sie in Baku sowjetische Beamte trafen und über die Zukunft der Kurden sprachen. Die Kurden trugen dem politischen Funktionär der Aserbaidschanischen Sozialistischen Sowjetrepublik, Mir Jaffar Baghirov, ihre Forderung nach einem eigenen Staat und die Notwendigkeit der Unterstützung der Sowjetunion in Baku vor. Dieser sicherte den Kurden ihre Unabhängigkeit zu und versprach ihnen militärische sowie politische und finanzielle Unterstützung.
Am 22. Januar 1946, rief Qazi Mohammed, der von der Demokratischen Partei Kurdistan zum Präsidenten gewählt wurde, auf dem Vier-Laternen-Platz in Mahabad die Republik Kurdistan („Komarî Kurdistan“) aus. Er verkündete an jenem Tag, dass die Kurden ein eigenes Volk mit eigener Geschichte, Sprache und Kultur sind, das in seinem eigenen Land lebt und nun auch über einen eigenen Staat verfügen werde und richtete mit kräftiger Stimme folgenden Schwur an das kurdische Volk:
„Ich schwöre im Namen Gottes, beim Worte des großen Gottes, im Namen der Heimat, im Namen der Ehre des kurdischen Volkes, im Namen der heiligen Flagge Kurdistans, dass ich bis zum letzten Atemzug meines Lebens und bis zum letzten Tropfen meines Blutes mit Leben und Besitz nach der Unabhängigkeit und Heraufsetzung der kurdischen Flagge streben werde, damit es der Gemeinschaft der Republik Kurdistan und der Einheit des kurdischen und aserbaidschanischen Volkes diene, dabei friedfertig und treu verbleiben werde.“
Parallel zu diesen Entwicklungen entstand am 12. Dezember 1945, ebenfalls durch sowjetischen Rückhalt, unter der Führung des Altkommunisten Pischewari die benachbarte Autonome Republik Aserbaidschan. Die Sowjets rieten den Kurden, sich dieser Republik als Teilautonomie unterzuordnen, doch Qazi Mohammed ging dieser Forderung, mit der Begründung, man wolle seinen Besatzer nicht wechseln, sondern sich unabhängig machen, nicht nach.
Delegierte beider Republiken unterzeichneten im April 1946 einen Freundschafts- und Bündnisvertrag, welcher unter anderem die gegenseitige militärische Unterstützung im Kriegsfall beinhaltete.
Nach der Bildung des Kabinetts im Februar 1946, wurde mit Hilfe von Fürsten und Stammesführern aus den benachbarten kurdischen Regionen, darunter der Barzani-Stamm angeführt von Mustafa Barzani, eine kurdische Armee mit knapp 12.000 Soldaten gebildet. Mohammed Hossein Saif Qazi, der Cousin von Qazi Mohammed, wurde zum Verteidigungsminister gewählt.
Nach den ersten russischen Hilfssendungen konnte der erste kurdische Rundfunk installiert werden. Zudem eröffneten die Kurden eine Druckpresse, sodass die ersten Bücher und Publikationen auf Kurdisch erscheinen konnten, unter anderem die Zeitung „Kurdistan“.
In Verbindung zum Wechsel der Amts- und Bildungssprache von Persisch zu Kurdisch, wurden auch die ersten Schulbücher in kurdischer Sprache für den Unterricht gedruckt und es wurde ein Theater gegründet, um kulturelle Aktivitäten zu fördern.
Mit Verweis Qazi Mohammeds auf Gleichberechtigung zwischen Mann und Frau, wurde in Mahabad erstmals eine Mädchenschule eröffnet und die Schulpflicht eingeführt. Da ein Beschluss der kurdischen Regierung lautete, dass jedes Kind das Recht auf Bildung habe, wurden die Schulkosten für arme Kinder entweder von wohlhabenden Familien übernommen, oder durch die Einnahmen des Theaters finanziert. Zudem wurde unter der Leitung von Mina Qazi, der Gattin Qazi Mohammeds, die erste Frauenunion in Mahabad gegründet und eine Jugendorganisation.
Für die Bevölkerung der kurdischen Republik, welche geprägt war von demokratischen und liberalen Strukturen, entfaltete sich ein wirtschaftlich und politisch freies Leben, um dessen Fortbestehen sich die Kurden und ebenso die Minderheiten mit Enthusiasmus bemühten.
Die Juden erhielten zum ersten Mal in ihrer Geschichte im Iran Autonomie und waren in verschiedenen Gremien der Regierung der kurdischen Republik vertreten. Sie gründeten eine eigene Schule und unterrichteten auf ihrer eigenen Muttersprache. Die Zufriedenheit und das Wohlbefinden der Bevölkerung der kurdischen Republik löste eine friedvolle und brüderliche Atmosphäre aus, welche nicht zuletzt ihrer fähigen Führung zu verdanken war.
Nachdem Teheran und Moskau um die Bildung einer iranisch-sowjetischen Ölgesellschaft verhandelten, verließen die sowjetischen Truppen nach dem 24. März 1946 innerhalb von wenigen Wochen fast vollständig den Iran. Im Juni 1946 signalisierte Hashimov, der sowjetische Konsul in Urmia, den Kurden, dass sie, wenn sie ihren Druck auf die iranische Armee an ihrer südlichen Front fortsetzten und in die britische Einflusssphäre eintreten, nicht länger auf sowjetische Unterstützung zählen könnten.
Nach dem Abzug der Sowjets führte Qazi Mohammed mit iranischen Delegierten Waffenstillstandsgespräche und stimmte einem Waffenstillstand zu, der die Übergabe der Grenzstädte an Vertreter der kurdischen Republik vorsah. Trotz russischer Zusicherungen war die Räumung der Grenzstädte durch die iranische Armee nicht erfolgt.
Anfang August 1946 reiste Qazi Mohammed für Verhandlungen um einen Autonomiestatus nach Teheran. Nach mehreren diplomatischen Gesprächen schlug Teheran den Kurden eine begrenzte Autonomie vor, welche das gesamte iranische Kurdistan innerhalb einer Provinz unter einem von der Zentralregierung ernannten Generalgouverneur zusammenfassen sollte.
Ende November 1946 verschicke Qazi Mohammed ein Telegramm an Ahmad Qavam, den iranischen Premierminister, in welchem er sich gegen den Plan der Regierung, ihre Truppen nach Kurdistan und Aserbaidschan zu versenden, aussprach. Der sowjetische Konsul Hashimov ließ die Kurden in dem Glauben, dass Teheran lediglich einzelne Truppenkontingente zur Aufrechterhaltung der Ordnung während der bevorstehenden iranischen Wahlen entsenden würde und diese Kurdistan danach wieder verlassen würden.
Qazi Mohammed stellte am 5. Dezember bei einer Versammlung auf dem Platz der Abbas Agha Moschee in Mahabad die Stammesführer und Funktionäre der kurdischen Republik vor die vollendeten Tatsachen. Da den Kurden zuvor signalisiert wurde, dass sie keine militärische, politische und humanitäre Hilfe von Außen erwarten konnten, entschied sich die Mehrheit, keinen Widerstand zu leisten.
Am 13. Dezember 1946 marschierten iranische Truppen in die benachbarte Autonome Republik Aserbaidschan ein. Der Führer der Aserbaidschanischen Volksregierung Dschaʿfar Pischevari floh vor dem iranischen Einmarsch in die Aserbaidschanische SSR. Es kam zu einem großen Gemetzel in Täbris, zahlreiche Zivilisten und kommunistische Funktionäre wurden umgebracht.
Der plötzliche Zusammenbruch der aserbaidschanischen Republik machte die Kurden fassungslos. Nach der brutalen Niederschlagung der benachbarten Republik Aserbaidschan, mit der die Auflösung einer starken und schützenden Front an ihren östlichen Grenzen einherging, war den Kurden bewusst, dass ihnen das gleiche Schicksal widerfahren würde.
Unter Parteifunktionären begann eine kleine Gruppe, über Flucht und Asyl zu diskutieren. Qazi Mohammed genehmigte ihr Vorhaben, lehnte aber ihre Bitte ab, sich ihnen anzuschließen und erklärte, dass er bei den Menschen in Mahabad bleiben würde, die er zu schützen geschworen hatte:
"Ich werde bei meinem Volk bleiben. Ich werde nicht mit euch kommen und das Volk alleine lassen. Die Zentralregierung wird mit Wut und Hass zurückkehren und wenn sie mich nicht vorfinden, werden sie all ihren Hass an den Menschen auslassen. Wenn ich bleibe, werden sie das Volk in Ruhe lassen. Darüber hinaus werde ich einige Vorkehrungen treffen, damit die Menschen in den Städten Kurdistans den Angriffen der Stämme nicht zum Opfer fallen. Ich habe geschworen, in den schwersten Zeiten an der Seite meines Volkes zu bleiben und solange es in meiner Macht steht, es zu schützen.(…) Ich lasse nicht zu, dass Mahabad wie Täbris zerstört wird und unschuldige Menschen getötet werden(…)“
Einige kurdische Stämme reisten dem Anmarsch der iranischen Truppen entgegen, um sich zu ergeben und ihren Anteil am iranischen Sieg zu beanspruchen. Um ihre Loyalität zu demonstrieren, beteiligten sie sich am Marsch nach Mahabad. Durch diesen Zusammenschluss nahmen die iranischen Truppen, welche eine vermeintlich friedliche Besatzung angekündigt hatten, mit ihren Stammesverbündeten eine bedrohliche Haltung gegenüber Mahabad ein.
Qazi Mohammed erkannte die Intrige des iranischen Militärs, welche einen innerkurdischen Konflikt anvisierte und handelte schnell, um einen Stammesangriff, der zu Tötungen und Plünderungen hätte führen können, zu verhindern. So entsendete er eine Nachricht an das iranische Militär, in welcher er mit Nachdruck auf die Einigung mit dem iranischen Generalmajor Homayuni über die Besetzung Mahabads hinwies.
Qazi Mohammed erklärte sich folglich unter folgenden Bedingungen bereit, den iranischen Truppen Einlass zu gewähren:
1. Bevor der Stamm der Barzanis die Region nicht verlassen hat, bleibt der Zugang nach Mahabad versperrt
2. Es darf kein Massaker in der Region begangen werden
3. Die mit der iranischen Regierung alliierten feindlichen kurdischen Stämme dürfen in Mahabad nicht eindringen
Am 17. Dezember 1946 marschierte die iranische Armee in Mahabad ein und verkündete auf dem Vier-Laternen-Platz das Ende der kurdischen Republik. Qazi Mohammed entschied sich gegen die dringenden Aufforderungen vieler, zu fliehen. Die Sowjets schickten mehrere Lastwagen vor das Haus Qazi Mohammeds, um ihn und seine Familie in den Schutz der Sowjetunion zu bringen. Der irakische König Faisal II. ließ ebenfalls dreimal nach Qazi Mohammed schicken und bot ihm politisches Asyl an. Qazi Mohammed lehnte aber alle Angebote ab und bestand darauf, bei seinem Volk zu bleiben, das er am 22. Januar zu schützen geschworen hatte.
Am 10. Januar 1947 wurden Qazi Mohammed und etwa 28 weitere Funktionäre der Republik entgegen der Zusicherungen und Versprechungen Teherans inhaftiert und vor ein iranisches Militärgericht geführt. Qazi Mohammed, sein Bruder Sadri Qazi und sein Cousin Saifi Qazi wurden am 23. Januar 1947 zum Tode verurteilt.
Vor ihrer Hinrichtung, welche im Morgengrauen des 31. März 1947 auf dem Vier-Laternen-Platz stattfand, wurde Mahabad militärisch zerniert. Ein Zeitzeuge, der mit der Familie Qazi verwandt ist und am Vier-Laternen-Platz lebte, berichtet, dass er in jener Nacht von einer bekannten Stimme geweckt wurde, die auf demselben Platz die kurdische Republik proklamiert hatte. Als der Zeitzeuge auf den Balkon trat, um die Stimme Qazi Mohammeds genauer zu hören, trieb ihn ein persischer Soldat mit vorgehaltener Waffe zurück. Der Zeitzeuge konnte nichts mehr sehen, aber er hörte, wie Präsident Qazi Mohammed, sein Bruder Sadri Qazi und sein Cousin Saifi Qazi vor ihrer Hinrichtung noch riefen: „Es lebe Kurdistan“.
Wenige Tage nach dem Tod Qazi Mohammeds wurden weitere Mitglieder der kurdischen Regierung zu Haftstrafen verurteilt. Im Frühjahr desselben Jahres ließ der Iran Funktionäre der kurdischen Armee in Bokan, Saqqez und Mahabad hinrichten. Der Autonomiestatus, welcher den Kurden während der Verhandlungen zwischen Qazi Mohammed und Teheran zugesichert wurde, erwies sich als ein leeres Versprechen, welches niemals in die Realität umgesetzt wurde.